# Appears
「appears」（アピアーズ）は、日本の歌手・浜崎あゆみの11枚目のシングル。1999年11月10日にavex traxより発売。2ndアルバム『LOVEppears』と同日に発売された。
2000年3月22日にアナログ盤で再発売。ヨーロッパでは2005年にAyu名義で発売。

## 解説
2ndアルバム『LOVEppears』と同時発売の30万枚完全限定生産シングル。『LOVEppears』収録版とはミックスが異なっている。
オリコン週間ランキング初登場2位で累計売上は29.1万枚（オリコン調べ）を記録。
2001年には、アメリカで表題曲のリミックスがアナログ盤としてavex usaより発売されている。

## 背景・逸話
1999年12月24日放送の『ミュージックステーションスペシャル スーパーライブ99』にて、途中で涙ながら歌唱していた場面があった。当時は涙の理由は謎のため、いろいろ憶測を呼び、翌年2000年12月29日放送の『ミュージックステーションスペシャル スーパーライブ2000』の歌唱前のトークにて理由を『歌唱中むせた』と発言したが、実際はエイベックス株式会社代表取締役会長CEOの松浦勝人との破局直後だったことを、小説『M 愛すべき人がいて』にて公表した。　

## ジャケットアートワーク
ジャケットキービジュアルおよびアートワークに関しては、生々しい裸の姿が当時の若者らが大きな反響を呼び、同日にリリースされた「LOVEppears」を『白アユ』、本シングルを『黒アユ』というネーミングブームが定着した。アルバム撮影の際、浜崎は「ジャケット・アイデアは、スタッフとの打ち合わせで、Ayuが言った意見。エーッ？ って思うかもしれないけど、“上半身は洋服なし！胸は髪の毛で隠しちゃえ”みたいな感じで、アッという間に決まって」とコメントしていた。

## LOVEppears / appears -20th Anniversary Edition-
オリジナル・シングル「appears」およびアルバム『LOVEppears』リリースから20年後である2019年11月10日に、リマスター盤「LOVEppears / appears -20th Anniversary Edition-」（ラヴピアーズ / アピアーズ・トゥエンティーズ・アニバーサリー・エディション）が発売された。こちらは、浜崎公認である。収録曲全てマスターテープからリマスタリングを施し、さらに「appears」のリミックス、ライブなど複数のバージョンを1枚にコンパイルした特典ディスクに加え、収録曲のPVと完全初公開となる「Trauma」の振り付け映像が収録されたDVDが追加される。
初回生産限定盤には、縦長デジパック透明スリーヴ仕様、特設サイトアクセスカードが封入されている。
本リリースに先駆け、浜崎の誕生日にあたる10月2日、デビュー曲「poker face」から最新アルバム『M(A)DE IN JAPAN』までの間にリリースされた100曲以上のミュージック・ビデオが、動画サイトYouTubeにおいてフル尺で一挙解禁されたほか、本リリース同日には、本作に収録されている「TO BE」と「appears」から2本のリリックビデオが公開された。また10月11日には、本アルバムDISC1収録の全16曲がリマスター音源の配信が先行として行われた。

## 収録曲

### CD
全曲作詞：ayumi hamasaki / 作曲：Kazuhito Kikuchi
1. appears "99 Greeting Mix" [5:39]
編曲：HΛL
花王「ソフィーナ・オーブ クリスマス」CMソング
2. appears "Scud Filter Mix" [6:05]
Remixed by Naoki Atsumi
3. appears "Dub's Eurotech Remix" [8:05]
Remixed by Izumi "D・M・X" Miyazaki
4. WHATEVER "Ferry 'System F' Corsten dub mix" [7:40]
Remixed by Ferry Corsten for Dance Therapy Productions.
「previously unreleased version the other side FOUR」にも収録されている。
5. appears "JP's SoundFactory Mix" [8:00]
Remixed by Jonathan Peters for Jonathan Peters Production.
6thシングル「WHATEVER」の再発盤にも収録されている。
6. appears "HΛL's Mix" [4:41]
Remixed by HΛL
7. immature "D-Z DUAL LUCIFER MIX" [4:36]
Remixed by D-Z
6thシングル「WHATEVER」の再発盤にも収録されている。
8. WHATEVER "Ferry 'System F' Corsten vocal extended mix" [6:31]
Remixed by Ferry Corsten for Dance Therapy Productions.
6thシングル「WHATEVER」の再発盤、及び「previously unreleased version the other side FOUR」にも収録されている。
9. appears "Keith Litman's Mix of Truth" [8:27]
Remixed by Keith Litman for KLM Inc.
10. immature "JT Original CM Version" [4:48]
編曲：Keisuke Kikuchi
日本たばこ産業「桃の天然水」CMソング
11. appears "99 Greeting Mix" -Instrumental- [5:39]
12. immature "JT Original CM Version" -Instrumental- [4:45]

### アナログ盤
appears / WHATEVER
1. appears "JP's SoundFactory Mix" [7:58]
2. appears "Keith Litman's Mix of Truth" [8:25]
3. WHATEVER "Ferry 'System F' Corsten vocal extended mix" [6:29]

appears
1. appears "Scud Filter Mix" [6:03]
2. appears "HΛL's MIX" [4:41]
3. appears "Dub's Eurotech Remix" [8:03]
4. appears "99 Greeting Mix" [5:38]

### 20th Anniversary Edition
LOVEppears
- DISC1 収録曲参照
- DISC2 収録曲参照

appears
- DISC3 収録曲参照

#### DISC4
「初回生産限定盤」のみ
1. appears "HΛL's Progress" [5:58]
2. appears "Acoustic version" [5:09]
3. appears "Armin van Buuren's remix" [4:09]
4. appears "Junior's Appears On The Air" [7:40]
5. appears "HW Club Mix" [4:48]
6. appears "DJ-TURBO remix" [8:29]
7. appears "Junior's Club Mix" [9:42]
8. appears "HW Tokyo Hard House Mix" [5:35]
9. appears "Armin van Buuren's Dub" [8:05]
10. appears "Aggressive Extended Mix" [5:36]
11. appears "Melodic Extended Mix" [5:33]
12. appears "Shinichi Osawa remix" [5:34]
13. appears "Inst melo version" [5:10]

#### DVD
「初回生産限定盤」のみ
1.  Fly high "HΛL'S MIX 2000" (video clip)
2.  Boys & Girls "AUBE Original Mix" (video clip)
3.  TO BE (video clip)
4.  WHATEVER "version M" (video clip)
5.  appears "'99 Greeting Mix" (video clip)
6.  LOVE〜Destiny〜 (video clip)
7.  kanariya "Jonathan Peters' Vocal Club Mix -Radio Edit-" (video clip)
8.  Who... (Live Lyric Video)
9. Trauma (ayupan振り付け映像)

## 各曲の収録アルバム
- appears
  - 『LOVEppears』(アルバムバージョン)
  - 『A BEST』(アルバムバージョン)
  - 『A BALLADS』(HΛL'S Progress)
  - 『A COMPLETE 〜ALL SINGLES〜』(アルバムバージョン)
  - 『WINTER BALLAD SELECTION』('99 Greeting Mix)
  - 『LOVEppears / appears -20th Anniversary Edition-』(アルバムバージョン、'99 Greeting Mix、HΛL'S Progress[注釈 4])
- immature
  - 『LOVEppears』(アルバムバージョン)
  - 『LOVEppears / appears -20th Anniversary Edition-』(アルバムバージョン、JT Original CM Version)
- WHATEVER "Ferry 'System F' Corsten vocal extended mix"
  - 『ayu-mi-x II version US+EU』(Vocal Edit Mix)

## 収録ライブ映像
- appears
  - 『ayumi hamasaki concert tour 2000 A 第2幕』
    - 『ayumi hamasaki BEST LIVE BOX A』(A BEST TRACK LIST LIVE)

  - 『A museum 〜30th single collection live〜』
  - 『ayumi hamasaki ASIA TOUR 2007 A 〜Tour of Secret〜』
    - 『A 50 SINGLES 〜LIVE SELECTION〜』
    - 『ayumi hamasaki BEST LIVE BOX A』(A BALLADS TRACK LIST LIVE)

  - 『ayumi hamasaki ARENA TOUR 2012 A 〜HOTEL Love songs〜』
  - 『ayumi hamasaki COUNTDOWN LIVE 2015-2016 A 〜M(A)DE IN TOKYO〜』(ayumi hamasaki ARENA TOUR 2016 A 〜M(A)DE IN JAPAN〜) (メドレー)
  - 『ayumi hamasaki Just the beginning -20- TOUR 2017 2017.7.17 Osaka-Jo Hall』(TROUBLE)
  - 『ayumi hamasaki  COUNTDOWN LIVE 2016-2017 A『Just the beginning -20-』』(ayumi hamasaki UNRELEASED LIVE BOX A)
- immature
  - 『ayumi hamasaki concert tour 2000 A 第1幕』
  - 『ayumi hamasaki COUNTDOWN LIVE 2004-2005 A』
  - 『ayumi hamasaki ARENA TOUR 2015 A Cirque de Minuit 〜真夜中のサーカス〜 The FINAL』

## Ayuのシングル
「appears」は、2005年4月18日にドイツのDrizzly Recordsより発売された。浜崎あゆみがAyu名義によりヨーロッパで発売した5枚目のシングルである。アーミン・ヴァン・ビューレンやKyau & Albertらがリミックスを手がけた。

### 収録曲（Ayu）
CD
1. appears "Armin Van Buuren's Radio Edit" [4:00]
2001年に日本で発売されたリミックス・アルバム『Cyber TRANCE presents ayu trance』にも収録されている。
2. appears "Kyau vs. Albert Radio Edit" [3:38]
3. appears "Vince The Saint vs. Villa Radio Edit" [4:06]
4. appears "Armin Van Buuren's Rising Star 12" Mix" [9:11]
5. appears "Kyau vs. Albert Dub Mix" [7:58]
6. appears "Vince The Saint vs. Villa Remix" [6:08]

アナログ盤（DRIZ3005-1）
1. appears "Armin van Buuren's Rising Star 12" Instr. Mix"
2. appears "Armin van Buuren's Sunset Dub Mix"

アナログ盤（DRIZ3005-2）
1. appears "Kyau vs. Albert Remix"
2. appears "Kyau vs. Albert Dub"
3. appears "Vince The Saint vs. Villa Remix"